# Francesco Camarda
Francesco Camarda (Milaan, 22 februari 2008) is een Italiaans voetballer die onder contract ligt bij AC Milan.

## Clubcarrière
Camarda begon zijn jeugdopleiding bij GSD Afforese, een voetbalschool in Milaan. Nauwelijks een jaar later maakte hij al de overstap naar AC Milan. Camarda begon bij Milan als verdediger, maar al gauw werd duidelijk dat Camarda van nature een aanvaller was.
In het seizoen 2023/24 maakte Camarda zijn opwachting in de UEFA Youth League. Op 19 september 2023 maakte hij tegen Newcastle United een vliegende start: met twee goals en een uitgelokte strafschop die de 4-0 van Kevin Zeroli opleverde had hij een stevig aandeel in de 4-0-thuiszege. Met zijn 15 jaar en 193 dagen werd hij de jongste Italiaanse doelpuntenmaker ooit in de geschiedenis van de UEFA Youth League.
Op 25 november 2023 liet Stefano Pioli hem zijn debuut voor het eerste elftal van Milan maken: op de dertiende competitiespeeldag kwam hij in de 1-0-zege tegen ACF Fiorentina in de 83e minuut Luka Jović aflossen. Camarda was op dat moment slechts 15 jaar en 260 dagen oud, waardoor hij meteen enkele records verbrak: hij onttroonde Wisdom Amey als jongste speler ooit in de Serie A en Paolo Maldini als jongste speler ooit die een officiële wedstrijd speelt voor AC Milan.

## Clubstatistieken
| Seizoen         | Club            | Land            | Competitie      | Competitie | Competitie | Beker | Beker | Supercup | Supercup | Europees | Europees | Totaal | Totaal |
| Seizoen         | Club            | Land            | Competitie      | Wed.       | Dlp.       | Wed.  | Dlp.  | Wed.     | Dlp.     | Wed.     | Dlp.     | Wed.   | Dlp.   |
| --------------- | --------------- | --------------- | --------------- | ---------- | ---------- | ----- | ----- | -------- | -------- | -------- | -------- | ------ | ------ |
| 2023/24         | AC Milan        | Vlag van Italië | Serie A         | 1          | 0          | 0     | 0     | —        | —        | 0        | 0        | 1      | 0      |
| Carrière totaal | Carrière totaal | Carrière totaal | Carrière totaal | 1          | 0          | 0     | 0     | 0        | 0        | 0        | 0        | 1      | 0      |

Bijgewerkt op 26 november 2023.